# Andrej Inkret
Andrej Inkret, slovenski literarni in gledališki kritik, esejist, urednik, teatrolog in dramaturg, * 29. april 1943, Celje, † 2. avgust 2015.

## Življenje
Rodil se je očetu Francu in materi Ani, rojeni Belšak. Med letoma 1950 in 1958 je obiskoval osnovno šolo, od leta 1958 do 1962 pa gimnazijo, obe v Celju. Po maturi se je vpisal na Akademijo za igralsko umetnost, danes Akademija za gledališče, radio, film in televizijo, na študijski program dramaturgija. Študij je zaključil leta 1968 z diplomo iz proučevanja drame in gledališča Dominika Smoleta, Primoža Kozaka in Petra Božiča. Po diplomi je bil honorarno zaposlen kot dramaturg v Drami SNG, med letoma 1970 in 1980 pa kot novinar v kulturni redakciji Dela. Leta 1980 je bil izvoljen v docenta na AGRFT in leta 1985 doktoriral na temo Predmet in princip dramaturgije, leto kasneje je postal izredni profesor, leta 1991 pa redni profesor za dramaturgijo in scenaristiko. Med letoma 1991 in 1999 je bil dekan na AGRFT. Oktobra 2006 se je upokojil ter bil izvoljen za zaslužnega profesorja na ljubljanski univerzi. Leta 2003 je postal izredni, 2009 pa redni član Slovenske akademije znanosti in umetnosti; od leta 2010 do smrti je bil tudi tajnik II. razreda SAZU (za filološke in literarne vede). 1981 je prejel nagrado Prešernovega sklada in istega leta še jugoslovansko Sterijino nagrado.

## Delo
Ustvarjalno pot je začel v času študija, ko se je udejstvoval kot član uredništva študentskega časopisa Tribuna, revij Perspektive in Problemi. Leta 1968 je objavil prvo samostojno delo Esej o dramah Dominika Smoleta, nato pa nadaljeval svoje delo kot urednik knjižnih izdaj, pisec spremnih besedil, esejev in literarnih kritik del svojih sodobnikov, kot so Edvard Kocbek, Dušan Pirjevec, Vitomil Zupan, Pavle Zidar, Marjan Rožanc, Rudi Šeligo, Dušan Jovanović, Drago Jančar, Lojze Kovačič, Ivo Svetina, Bojan Štih … Izbor nekaterih svojih prispevkov je objavil leta 1990 pod imenom Izbranci. Pred tem je objavil tri monografije – Gledališki feljtoni (1972), Milo za drago (1978) in Tržaške kritike (1987) –, ki so se dotikale njegovega sprotnega spremljanja gledališkega dogajanja na Slovenskem in v tujini. Ob zaključku pisanja ocen gledaliških predstav, ki jih je ustvarjal več kot trideset let, je leta 2000 objavil monografijo Za Hekubo, ki predstavlja obsežno zbirko "empiričnih ugotovitev in singularnih kritičnih presoj" slovenskega gledališča med letoma 1978 in 1999. V dveh zbirkah – Spomini na branje (1977) in Novi spomini na branje (1980) – je objavil literarne ocene, ki jih je pisal za Naše razglede. Leta 1981 je za zbirko Novi spomini na branje prejel nagrado Prešernovega sklada.
Teoriji gledališča se je posvečal v doktorski disertaciji, v razpravi Drama in gledališče, ki je izšla v okviru zbirke Literarni leksikon leta 1986, in v razpravi Korun & Cankar, ki je izšla leta 2002 v jubilejnem zborniku Mile Korun.
Kot literarni zgodovinar je začel z razpravama Janko Kersnik in začetki slovenske proze (1969) in Jovan Vesel Koseski – vprašanje literarne zgodovine (1971). Leta 1985 je komentiral Mussetovo dramo Lorenzaccio, leta 2005 pa prevedel Glembajeve Miroslava Krleže. Za zbirko Zbrana dela slovenskih pisateljev je urejal Edvarda Kocbeka, o katerem je napisal tudi monografijo oz. biografijo (In stoletje bo zardelo, 2011).
Njegove esejistične knjige so Vroča pomlad 1964, skupaj z Rožančevo Toplo gredo leta 1990, zbirka esejev o razmerah v Sloveniji med jesenjo 1989 in pomladjo 1992, ki jo je naslovil Na robu in je izšla leta 1993, ter Melanholična razmerja, dnevniški zapiski od 5. decembra 1992 do 27. decembra 1995.
Dramatiziral je Jurčičevega Desetega brata, Kersnikova Ciklamen in Agitator in pripravljal oddaje o sodobnih slovenskih igralcih za RTV Slovenija
Svoja dela je objavljal tudi pod psevdonimom Vido Korar in šifro A. I.

## Izbrana bibliografija
Monografije
- Šolska ura z Grumovim Dogodkom v mestu Gogi (soavtor). Ljubljana: Zavod Republike Slovenije za šolstvo in šport, 1998. (COBISS)
- In stoletje bo zardelo: Kocbek, življenje in delo. Ljubljana, 2011. ISBN 978-961-241-503-7

Izbrane literarne kritike
- Nova slovenska dramatika. Naši razgledi 20/13 (1971). 398. (COBISS)
- Melanholičen esej o slovenski književnosti. Naši razgledi 36/17 (1987). 486. (COBISS)
- Izbranci : literarne kritike in eseji (1990)
- Kocbekov Strah in pogum. Ampak 2/12 (2001). 61–62. (COBISS)
- Prešernov in Smoletov Črtomir. Gledališki list SNG, Drama 83/1 (2004). 11–16. (COBISS)
- Krleža med fascinacijo in zgroženostjo: (drami o Gospodi Glembajevih na rob). Gledališki list - PDG 52/1 (2006/2007). 12–14. (COBISS)

Izbrane gledališke kritike
- Tespisov voz, Slovensko novo gledališče, Maribor: Drago Jančar in Tomaž Pandur: Nočni prizori. Naši razgledi 33/11 (1984). 330. (COBISS)
- "Godot" po slovensko. Delo 31/42 (1989). 7. (COBISS)
- Prosto po Kafki. Delo 31/116 (1989). 3. (COBISS)
- Sijajna Grumova in Freyeva Goga: prva premiera v mariborski Drami. Delo 33/252 (1991). 5. (COBISS)
- Shakespeare naš sodobnik? Delo 41/5 (1999). 6. (COBISS)
- Ponesrečeni Brecht: izganjanje humorja. Delo 41/90 (1999). 9. (COBISS)
- Smeh in srh. Ampak 1/2 (2000). 43. (COBISS)

Uredniško delo
- Med Artaudom in Brechtom. Ljubljana: Mestno gledališče ljubljansko, 1972. Arhivirano 2016-03-14 na Wayback Machine. (COBISS)
- Edvard Kocbek: Kamen skala: pesmi iz zapuščine. Ljubljana: Nova revija, 1991. (COBISS)
- Marjan Rožanc: Zelena jama. Ljubljana: Mihelač, 1993. (COBISS)
- Edvard Kocbek: Devetdeset pesmi: ob devetdeseti obletnici pesnikovega rojstva. [Ljubljana]: Mihelač, 1994. (COBISS)
- Ljubljanska knjiga : zgodbe in pričevanja / izbral in uredil Andrej Inkret, Ljubljana, Slovenska matica, 1994
- Marjan Rožanc: O svobodi in Bogu: izbrani eseji. Ljubljana: Mihelač, 1995. (COBISS)

Avtor dodatnega besedila
- Ivan Cankar: Lepa naša domovina. Ljubljana: Prosvetni servis, 1967. (COBISS)
- Dušan Jovanović: Norci: zgodovinska igra 63. Maribor: Obzorja, 1970. (COBISS)
- Vladimir Kralj: Dramaturški vademekum. Ljubljana: Mladinska knjiga, 1984. (COBISS)
- Edvard Kocbek: Strah in pogum. Ljubljana: Mladinska knjiga, 1985. (COBISS)
- Drago Jančar: Tri igre. Ljubljana: Mladinska knjiga, 1988. (COBISS)